# Mirza Ghulam Ahmad
Mirza Ghulam Ahmad Qadiani (Qadian, 13 febbraio 1835 – Lahore, 26 maggio 1908) è stato il fondatore del movimento islamico dell'Ahmadiyya.
È considerato il Messia promesso e Imam Mahdi dell'Ahmadiyya. In base a un ordine divino, sotto forma di rivelazione, si è dichiarato Profeta, subordinato al Profeta dell'Islam (Muhammad). La subordinazione al Profeta significa che egli restava fedele al concetto che dopo il Corano non vi sarebbe stata più alcuna rivelazione religiosa, identificandosi come Profeta rinnovatore del Messaggio di Allah.

## Biografia
Mirza Ghulam Ahmad nacque e visse per la maggior parte della sua vita a Qadian, nel Punjab (India settentrionale). Inizialmente era famoso e noto come missionario-propagandista islamico (dāʿī). Scrisse più di 90 libri fra cui, negli anni 1880-1884, i quattro volumi dell'opera Brāhīn-e Aḥmadiyya, destinata a difendere l'Islam dagli attacchi di altre fedi, e particolarmente dai missionari cristiani protetti dai poteri coloniali che in quel momento erano in piena espansione. Fu accolto per questo con grande fiducia e fervore nel mondo accademico musulmano.
Nel 1889 annunciò di avere ricevuto una Rivelazione divina che lo portò a formare una nuova comunità musulmana (la Ahmadiyya) per riformare l'Islam, come promesso da Dio e profetizzato nel Corano (IX:33, XLVIII:29, LXI:10) e dal Profeta dell'Islam Maometto. Nel 1891, Ahmad proclamò di essere il Masīḥ (Messia) e Mahdi (Ben Guidato), atteso dai credenti per riportare l'Islam alla sua primitiva purezza di fede.
Il fondatore del movimento affermò sulla resurrezione di Gesù che egli sarebbe stato crocifisso e sarebbe sopravvissuto 4 ore sulla croce, quindi si sarebbe ripreso dal suo stato di coma (morte apparente) all'interno della tomba in cui era stato deposto e curato da alcuni suoi apostoli. Si diresse di seguito, volando, verso il nord, attraversando l'Afghanistan per stanziarsi infine in Kashmir, Nord dell'India, alla ricerca delle tribù perdute d'Israele facendo avverare la parabola delle pecore smarrite. Mirza Ghulam Ahmad morì a Lahore il 26 maggio 1908 ed è sepolto a Qadian, tuttora importante meta di riferimento per il movimento.

## Il Califfato (Khilāfat)
Il suo successore, l'amico medico Maulvi Nuruddin (1841-1914), assunse il titolo di khalīfa (Califfo) e iniziò a organizzare la diffusione del messaggio messianico all'interno e al di fuori dell'India dell'epoca. Dopodiché il movimento fu presieduto dal figlio di Ahmad, Mirza Bashirud Mahmud Ahmad (1889-1965), cui succedette con il titolo di "Guida", Mirza Nasir Ahmad (1909-1982). L'attuale (quinto) Califfo del movimento, Mirza Masrur Ahmad, è stato eletto nel 2003 al posto del defunto Mirza Tahir Ahmad, eletto a sua volta nel 1982.
Al movimento aderiva il fisico nucleare pakistano Abdus Salam, Primo premio Nobel musulmano. Quando, nel 1974, il parlamento pakistano modificò il titolo II della Costituzione, qualificando gli Ahmadi come "non-musulmani", perseguitandoli, il Dott. Abdus Salam, in segno di protesta, abbandonò il suo paese per trasferirsi in Italia .

## Gesù (Yehushu) e' Yuz Asaf
Il movimento musulmano Ahmadiyya secondo rivelazioni divine, propone un’interpretazione coerente e non-violenta della resurrezione di Gesù secondo la quale egli fu crocifisso e sopravvisse alla crocifissione. Posto nel sepolcro ancora in vita, venne curato in segreto con il Marham-i-ʿIsa (letteralmente: l’unguento di Gesù, di cui si trova traccia nel Canone di Avicenna e in molti altri testi medici antichi). Guarito che fu, lasciò in segreto la Palestina per dirigersi a Oriente per attuare la sua missione biblica: predicare il Vangelo alle tribù perdute di Israele, stanziate in buona parte nei territori degli attuali Afghanistan e Kashmir. Gesù, profeta di Dio, figlio della vergine Maria, morì in tarda età in terra kashmiri dove, ancora oggi, può essere visitata la sua tomba.
L'interpretazione tradizionale islamica della morte di Gesù non parla degli anni successivi al suo decesso, e quindi la maggioranza dei musulmani crede che Gesù sia asceso al cielo senza essere stato crocefisso e Dio avrebbe trasformato un'altra persona (a volte interpretata come Giuda Iscariota o Simone di Cirene) perché sembrasse esattamente come Gesù, venendo crocefisso al posto suo. Alcune interpretazioni del ḥadīth e di altre tradizioni narrano della continuazione della vita di Gesù in terra. Lo sciita Ibn Bābawayh al-Qummī (m. 991 e.v.) nel suo Ikhmāl al-Dīn racconta che Gesù si diresse verso un paese lontano.
Mirza Ghulam Ahmad proclama la rivelazione Divina coincisa con gli ulteriori pronunciamenti del Santo Profeta Maometto affermando che Gesù morì nel Kashmir all'età di centoventi anni. Ahmad afferma che Gesù entrò in uno stato di coma, perdendo i sensi sulla croce. Poi venne rimosso e furono curate le sue ferite con un unguento speciale chiamato marham-i ʿĪsā (unguento di Gesù'). La base teologica della convinzione Ahmadi scaturisce dalla frase biblica Deuteronomio 21:23: kī qilelat Elohim taluy, "... perché l'appeso è una maledizione di Dio", e Ahmad dice che "Dio non avrebbe mai permesso che uno dei suoi veri profeti venisse brutalmente ucciso in una tale degradante maniera come la crocefissione". Il movimento musulmano Ahmadiyya identifica Gesù con Yuz (Yehushu) Asaf (Santo), sepolto nel mausoleo di Roza Bal a Srinagar (India). Sulla base di un resoconto della Storia del Kashmir del poeta sufi Khwaja Muhammad Azam Didamari (1747) che afferma che il suo santo Yuz Asaf ivi sepolto era un profeta e un principe straniero.